# Comuna Špišić Bukovica, Virovitica-Podravina
Špišić Bukovica este o comună în cantonul Virovitica-Podravina, Croația, având o populație de 4.221 de locuitori (2011).

## Demografie
Componența etnică a comunei Špišić Bukovica
     Croați (99,03%)
     Necunoscut (0,05%)
     Neclasificat (0,78%)
Componența confesională a comunei Špišić Bukovica
     Catolici (96,23%)
     Alți creștini (1,59%)
     Necunoscută (0,43%)
     Alte religii (1,75%)
Conform recensământului din 2011, comuna Špišić Bukovica avea 4.221 de locuitori. Din punct de vedere etnic, majoritatea locuitorilor (99,03%) erau croați. Apartenența etnică nu este cunoscută în cazul a 0,05% din locuitori. Din punct de vedere confesional, majoritatea locuitorilor (96,23%) erau catolici, cu o minoritate de null (1,59%). Pentru 0,43% din locuitori nu este cunoscută apartenența confesională.